# Walter Rentmeister

Walter Rentmeister

Walter Rentmeister (* 3. Dezember 1894 in Feldbach; † 3. Dezember 1964 in Peggau) war ein österreichischer Politiker (DNSAP, NSDAP). Rentmeister war von 1932 bis 1933 Abgeordneter zum Landtag von Niederösterreich.

## Leben und Wirken
Rentmeister wurde als Sohn eines Kaufmanns in Feldbach in der Steiermark geboren und römisch-katholisch erzogen. Er besuchte das Gymnasium in Graz und Klagenfurt und studierte nach der Matura Pharmazie an der deutschen Karl-Ferdinands-Universität in Prag, wo er Mitglied der Universitätssängerschaft Barden wurde. Er schloss sein Studium im April 1919 mit dem akademischen Grad Mag. pharm. ab und leistete zeitweise den Militärdienst ab.
Während des Ersten Weltkriegs diente er im k.-und-k. Infanterieregiment Nr. 4 und war als Apotheker einer Sanitätstruppe zugeteilt. 1919 flüchtete er nach Klagenfurt und gründete am 1. September 1919 die Ortsgruppe Klagenfurt der DNSAP. Er wurde 1922 in den Gemeinderat gewählt und war zwischen 1923 und 1925 Landesleiter der Partei. Zum 5. Mai 1926 trat er der NSDAP bei (Mitgliedsnummer 51.546), ging im selben Jahr nach Wien und übernahm hier ebenfalls bis Oktober 1928 die Gauleitung im Viertel unter dem Wiener Walde und im Nordburgenland. Nachdem er 1931 nach Oberlaa übersiedelt war, arbeitete er als Angestellter in einer Apotheke und vertrat die NSDAP zwischen dem 21. Mai 1932 und dem 23. Juni 1933 im Niederösterreichischen Landtag.
Nach dem Verbot der NSDAP in Österreich verlor Rentmeister sein Landtagsmandat und floh, da er steckbrieflich gesucht wurde nach Deutschland, wo er in Berlin für die Deutsche Arbeitsfront tätig war. Mit Wirkung zum 30. Oktober 1933 wurde ihm die österreichische Staatsbürgerschaft aberkannt. Ab dem 1. Mai 1934 war er als Abteilungsleiter Mitarbeiter des Zentralbüros der Arbeitsfront.
1938 kehrte Rentmeister nach Österreich zurück. Im April wurde er Mitglied des nationalsozialistischen Reichstags für das Land Österreich. 1941 trat Rentmeister freiwillig in die Wehrmacht ein, in der er einem Sanitätsdepot für das Afrikakorps in Neapel zugeteilt wurde. Nach seiner Rückkehr nach Wien 1943 wurde er Stadtrat.
Nach dem Kriegsende wurde Rentmeister am 22. Mai 1945 in Sankt Gilgen verhaftet und auf Grund seiner 1934 erworbenen deutschen Staatsbürgerschaft nach Deutschland abgeschoben. 1947 konnte Rentmeister nach Wien zurückkehren, wo er 1951 zu sechs Jahren Kerker und Vermögensverfall verurteilt wurde. 1959 erwarb er eine Apotheke in der Steiermark.